# دوري كرة السلة الوطني الأرجنتيني 2010–11
دوري كرة السلة الوطني الأرجنتيني 2010–11 (بالإسبانية: Liga Nacional de Básquet 2010-11)‏ هو موسم من دوري كرة السلة الوطني الأرجنتيني. كان عدد الأندية المشاركة فيه  16، وفاز فيه بينارول دي مار ديل بلاتا.